# Erica dianthifolia
Erica dianthifolia är en ljungväxtart som beskrevs av Richard Anthony Salisbury. Erica dianthifolia ingår i släktet klockljungssläktet, och familjen ljungväxter. Inga underarter finns listade i Catalogue of Life.